# TKU みんなのニュース
『TKU みんなのニュース』（ティーケーユー みんなのニュース）は、テレビ熊本で2015年3月30日から2018年4月1日まで放送された熊本県向けのローカルワイドニュース番組である。

## 概要
キー局・フジテレビが『（FNN）みんなのニュース』及び『FNN みんなのニュース Weekend』をスタートさせることに伴い、これまでの『TKUスーパーニュース』を受け継ぎ、「知りたい気持ちにお応えします」をテーマに、新しく熊本県内を対象にしたローカルワイドニュース番組として再出発。
また、これまでの番組の構成を見直し、開始当初は番組開始の16時50分から県内ニュース・天気予報を伝え、さらに18時台も県内ニュースの間に東京からの芸能・スポーツ情報を挟んでいた。
年末には「TKU みんなのニュース年末スペシャル〜くまもとこの1年〜」を1時間30分にわたり放送（音楽は通常時と同様だが、右上に表示されるテロップ以外は全く異なるものとなっている。また、通常とは異なるスタジオを使用している）。
2018年3月30日で『（FNN）みんなのニュース』が、2018年4月1日で『FNN みんなのニュース Weekend』がそれぞれ終了することに伴い、この番組も終了となった。次番組は『TKUプライムニュース』となる。

### 番組改編
2016年春改編
2016年4月4日から、番組開始冒頭（16:50 - 17:00）の県内ニュース・天気予報が廃止され、代わりに全国ニュース・熊本ニュースのラインナップを16:50 - 16:52に伝えることになった。さらに18時台に新設された「みんなdeニュース」も放送。これに伴い、19時スタートの番組との間にCMがなくなりキー局仕様となった。
また、今まで熊本の同時間帯の夕方情報番組で視聴率トップを独走していた、熊本県民テレビの「テレビタミン」を抜き、2015年11月には月間平均視聴率トップを獲得した。2016年8月現在でも月間視聴率約10%台を引き続き記録するなど高視聴率が続いている。
2016年秋改編
2016年10月3日から、番組テロップが一新された。
オープニング（16:50 - 16:52）の番組予告と天気予報担当の寺田菜々海が同年10月21日をもって産休により番組降板。天気予報担当の後任として、翌週の同年10月24日より熊本を中心に活躍するタレントの林田雪菜が務める。
2016年度の同時間帯番組視聴率トップを獲得している。
2017年秋改編
ふるさと熊本に"寄り添い続ける""伝え続ける"をテーマに挙げ、番組テロップなどが一新された。
また、2017年午後5時台・6時台ともに同時間帯視聴率トップとなった。

## 放送時間
平日版
- 2015年3月30日 - 2018年3月30日：月 - 金曜16:50 - 19:00（日本時間、2時間10分）
  - 2016年4月15日から5月13日まで、平成28年熊本地震発生により第1部（15:50）を臨時ネットしていた（15:50 - 19:00）。
  - 2017年4月14日は、熊本地震発生から1年を迎えることから、拡大パートとして18:14 - 19:57に『TKU みんなのニュースSP ふるさとは負けない 熊本地震から一年』と題して放送した。
  - 2017年12月24日は、『TKUみんなのニュース2017くまもと〜ニュースの先に』と題して16:00 - 17:25の約1時間半にわたり、被災地の1年を振り返る特別番組を放送した。

週末版『TKU みんなのニュース Weekend』
- 2015年4月4日 - 2018年4月1日：土・日曜17:30 - 18:00（日本時間、30分）

## 出演者
特記以外は全員テレビ熊本アナウンサー。

### 平日版
キャスター
- 尾谷いずみ
- 郡司琢哉
- 林田雪菜（タレント） - 天気予報担当
- 平野有益（元熊本日日新聞編集委員→新聞博物館館長） - コメンテーター

コーナー担当キャスター・リポーター
- 後藤祐太（くまもとの旬）

過去の出演者
- 西村勇気（月刊ロアッソ コバ's EYE）
- 寺田菜々海（番組開始から2016年10月21日まで、産休のため降板）
- 荒木恒竹（生涯現役くまもと元気モン）

## タイムテーブル

### 平日版
- 16:50 番組開始・オープニング・ニュースラインナップ（番組開始当初は16:52 - オープニング）

番組開始当初から2016年10月21日までは寺田が担当していたが、寺田の産休による降板のため、後に尾谷が月〜水を、郡司が木・金をそれぞれ担当していた。
- 16:51みんなのニュース（全国枠：第1部）
  - 全国ニュース
  - 17:25頃 気象情報「上を向いて歩こう!」
  - 17:33頃 芸能情報「やくさんきくさん」 「やくさん大ちゃん」
- 17:53　FNN みんなのニュース（全国枠：第2部）
- 18:14　ローカル枠
  - 県内ニュース
  - 特集
  - 天気予報
  - 県内ニュース
  - 明日（翌週月曜）の番組予告
  - 「しあわせ運べるように」
- 18:50 FNN みんなのニュース（全国枠：第2部）
  - ここから10分!
- 19:00 番組終了

キー局同様、ステブレレスによりCM無しで次番組が始まる

## 番組内で放送されているコーナー
- メイドイン熊本（毎週木曜）
- ウィークリーフラッシュアクセスランキング（毎週金曜）
- 働くランチ（不定期）
- くまもとの旬（不定期）
- 月刊ロアッソ コバ's EYE（毎月1回放送）
- シリーズ水の国（不定期）
- ふるさとは負けない（熊本地震後に設けられたシリーズ企画）
- 熊本地震から6か月
- くまもとヒストリー（不定期）
- 熊本地震から1年
- 輝け未来のいちばん星
- 復興へのうた
- シリーズあの日から1年半

## 演出

### テロップ
- 通常時：左端に番組カラーの「み」（つなげ字）を模したアニメーションと一緒にテロップを出す。2015年9月28日のリニューアルによりテロップのまわりにピンクのラインが追加された（東京はテロップ下の2本のラインが消えたが、テレビ熊本ではそのまま残っている）。2016年4月4日からさらにリニューアルし、テロップまわりのラインがピンクから番組イメージカラーのネイティブブルーに変更となった。
- 特集時：通常時のテロップの青ベース
- 訃報時：通常時のテロップの灰色ベース
- 速報時：通常時とは全く違い、下に小さなベルが入った大きいテロップが下から出てくる。2015年9月28日のリニューアルにより少しテロップが小さくなり、速報と表示してある部分の色（赤と白）が逆となった。2016年からはさらに小さくなり、ベルも速報の文字の左横に移動した。

### オープニング
オープニングではキー局と同様のアニメーションを使用している。2015年9月25日までは右上にオープニングのアニメーション中は大きめの「TKU」の文字が入っていたが、現在はオープニングアニメーションの最後から最後まで「TKU」の文字は入らない。
2016年10月よりキー局ではオープニングアニメーションがなくなったがTKUでは引き続き使用している。

### BGM
2016年10月よりキー局では全面BGMがリニューアルされたが、TKUではオープニングアニメーションとスタジオ入りのBGMのみ「みんなのニュース2015年のテーマ」を使用している。提供時などのBGMはキー局同様最新のものを使用している。